# 马尔卡代-鱼贩站
马尔卡代-鱼贩站（法語：Marcadet - Poissonniers）是巴黎地鐵的一個車站，得名于马尔卡代路和鱼贩小径。马尔卡代-鱼贩站是巴黎地鐵4號線和巴黎地鐵12號線的車站，開業於1908年4月21日，最初是巴黎地鐵4號線的車站。1916年8月23日，車站的12號線月台開通。

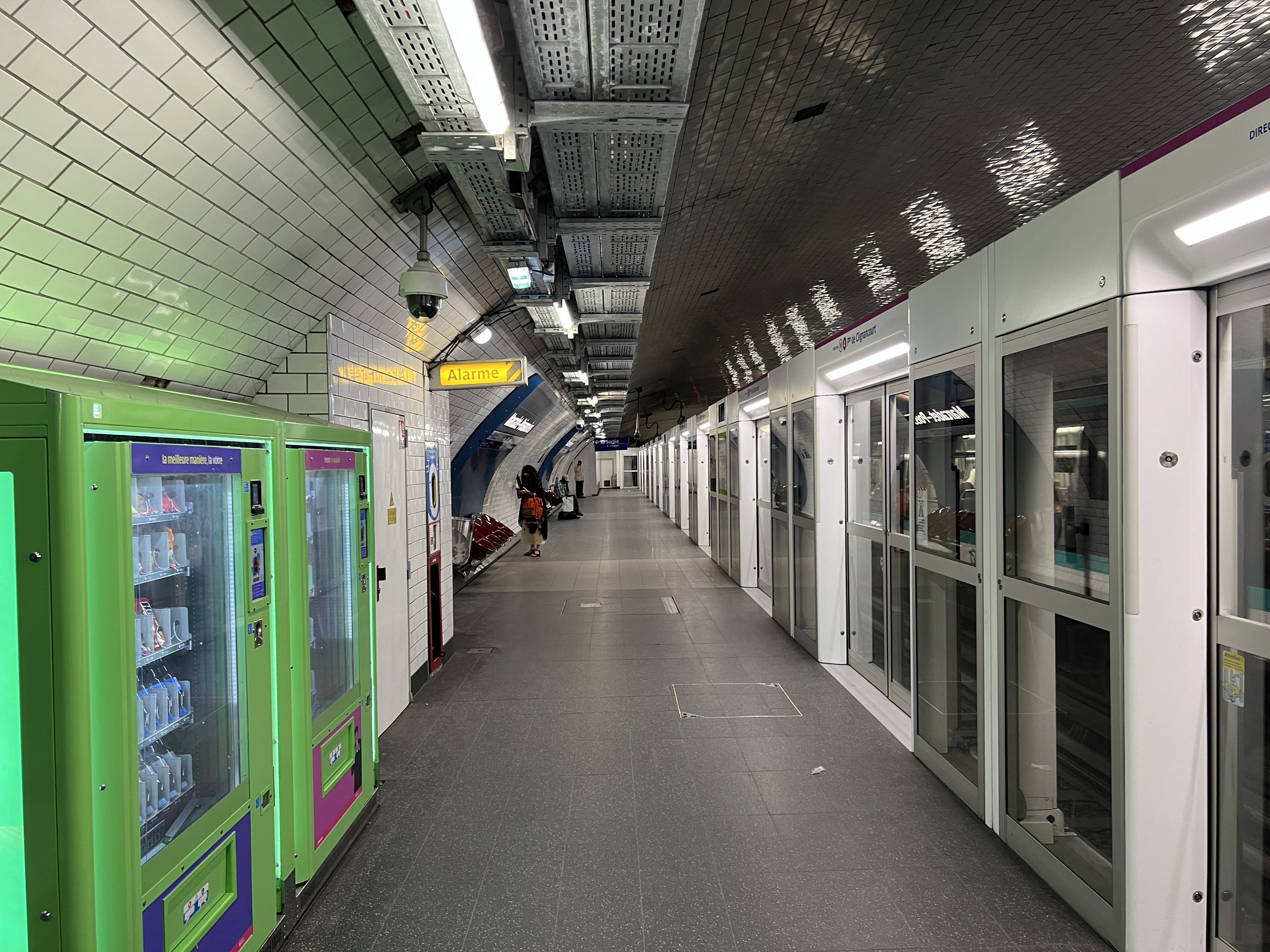
4號線月台 (2022年7月)

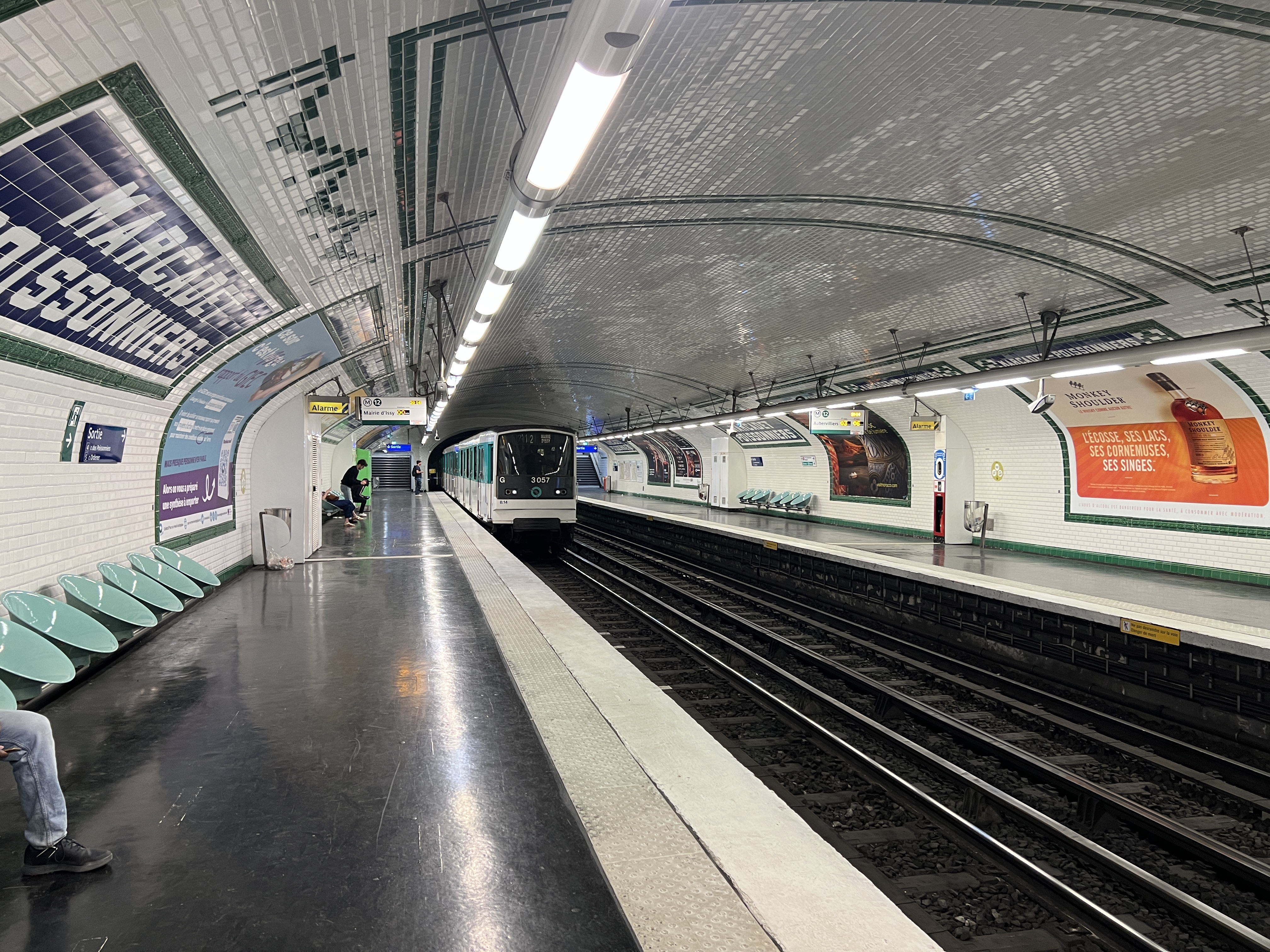
12號線月台 (2022年6月)

## 車站結構
| 街道       |                    |                                       |
| 4號線月台  | 側式月台，右側開門 | 側式月台，右側開門                    |
| 4號線月台  | 北行               | 往克利尼昂库尔门（辛普朗）            |
| 4號線月台  | 南行               | 往巴涅-露西·奧布拉克（紅堡）          |
| 4號線月台  | 側式月台，右側開門 |                                       |
| 12號線月台 | 側式月台，右側開門 | 側式月台，右側開門                    |
| 12號線月台 | 南行               | 往伊西市政府（朱尔·若弗兰）           |
| 12號線月台 | 北行               | 往欧贝维利耶市政厅（马克思·多尔穆瓦） |
| 12號線月台 | 側式月台，右側開門 |                                       |